# 富约
富约，旧译户约，是缅甸佤邦南部地方行政管理委员会万宏区下辖的一个村庄，佤邦曾在此设立户约区。在缅甸官方区划中，富约隶属于掸邦孟东县孟东镇区。